# St. Vitus (Nußdorf am Inn)

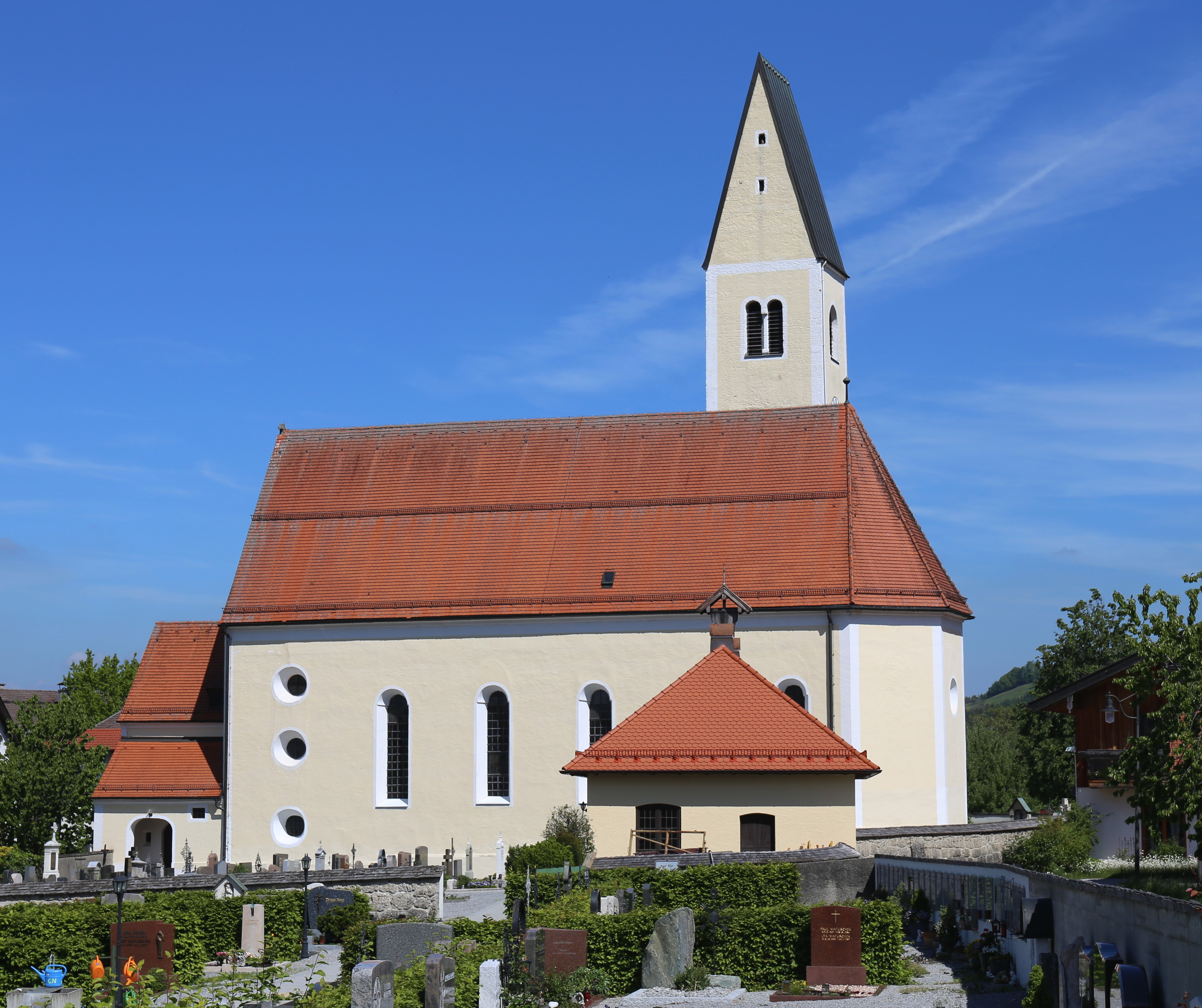
St. Vitus in Nußdorf am Inn

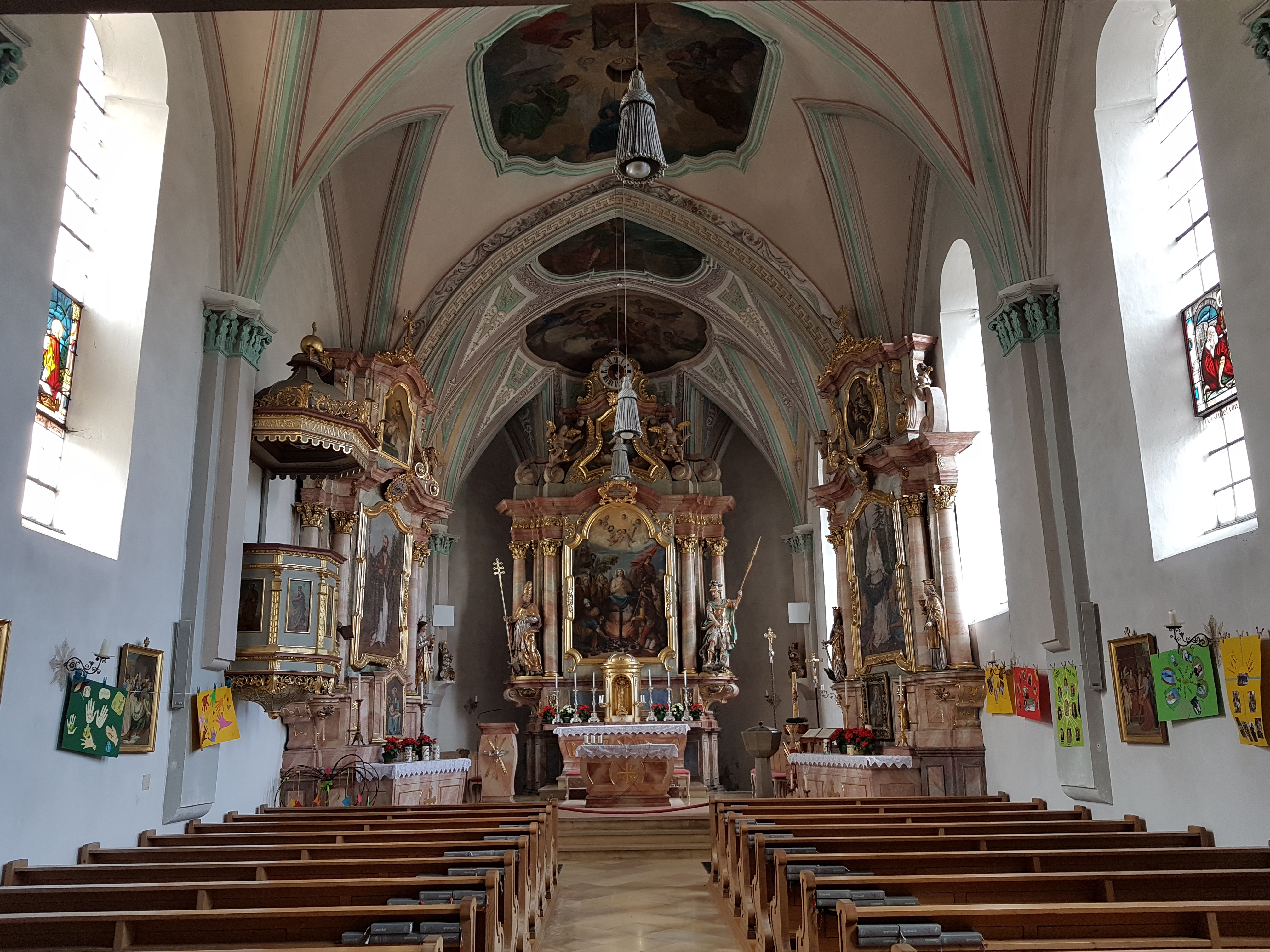
Innenraum

Die römisch-katholische Pfarrkirche St. Vitus steht in Nußdorf am Inn, einer Gemeinde im oberbayerischen Landkreis Rosenheim. Sie ist in der Liste der Baudenkmäler in Nußdorf am Inn unter der Nr. D-1-87-156-4 eingetragen. Die Pfarrei gehört zum Dekanat Rosenheim im Erzbistum München und Freising.

## Beschreibung
Die spätgotische Saalkirche St. Vitus wurde in der zweiten Hälfte des 15. Jahrhunderts erbaut und um 1720 barock umgestaltet. Sie besteht aus dem 1923 nach Westen verlängerten Langhaus zu vier Jochen, dem dreiseitig geschlossenen Chor im Osten und dem Chorflankenturm an dessen Nordwand. An der Westwand des Turms ist die Sakristei angebaut. In einem Vorbau im Westen befindet sich das Portal. Die unteren Geschosse des Turms stammen aus dem 13. Jahrhundert. Später wurde er aufgestockt, um die Turmuhr und den Glockenstuhl unterzubringen. Er ist quer mit einem Satteldach bedeckt. 
Der Innenraum ist mit einem Stichkappengewölbe überspannt. Die Deckenmalerei zum Leben des heiligen Vitus schuf Georg Lagler 1864. Der Hochaltar aus den Jahren 1735 bis 1737 ist ein Werk von Georg Anton Kidl. Das Altarblatt zeigt ebenfalls den Schutzpatron der Kirche, den heiligen Vitus. Links am Altar steht eine Statue des heiligen Sylvesters und rechts des heiligen Georgs. 
Die Orgel auf der oberen Empore baute 1985 Anton Staller.